# ماري لي ميلز
ماري لي ميلز (بالإنجليزية: Mary Lee Mills)‏ هي ممرضة أمريكية، ولدت في أغسطس 1912 في والاس في الولايات المتحدة، وتوفيت في 2 فبراير 2010 في بورغو في الولايات المتحدة.